# Jules-François Lecoq

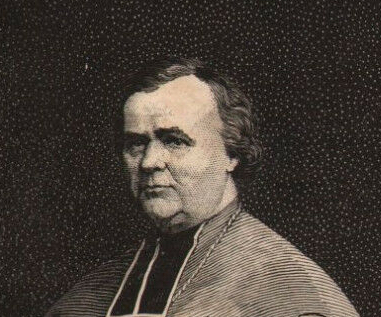

Jules-François Lecoq (* 8. Oktober 1821 in Vire, Calvados; † 26. Dezember 1892 in Nantes) war ein französischer Bischof des 19. Jahrhunderts.

## Leben
Jules-François Lecoq wurde als Pfarrer von Saint-Jean in Caen per Dekret des Präsidenten der Republik, Patrice de Mac-Mahon,  vom 11. Januar 1875 zum Bischof des Bistums Luçon ernannt, am 15. März des Jahres von Papst Pius IX.präkonisiert und am 1. Mai von Bischof Hugonin konsekriert; mit Dekret vom 30. Juli 1877 zum Bischof von Nantes ernannt, wurde er per päpstlichem Breve vom 20. August 1877 dorthin transferiert und am 25. August feierlich inthronisiert.
Während seines Episkopats wurde der Bau der Kathedrale von Nantes vollendet und die Basilika von Saint-Donatien neu errichtet. Er starb am 26. Dezember 1892. Die Leichenpredigt hielt Abel-Anastase Germain, Bischof von Coutances. Sein Nachfolger wurde Auguste-Léopold Laroche.